# Casa Sendra
La casa Sendra se encuentra situada en la plaza Jovellar número 8 de la localidad de Vinaroz (Castellón), España. Es un edificio residencial de estilo modernista valenciano, construido por J. Ribera en el año 1912 y ubicado cerca del ayuntamiento de Vinaròs y de la iglesia de Nuestra Señora de la Asunción.

## Edificio
El edificio hace chaflán en la plaza Jovellar con la Travesía San Vicente, una pequeña calle peatonal. Fue construido en 1912 a instancias del industrial J. Sendra Bonet, propietario de una fundición de hierro.
Consta de planta baja y tres alturas. Destaca en la fachada su ornamentación floral, el esmerado trabajo de herrería en las barandillas forjadas de hierro de los balcones, los azulejos decorativos colocados en forma vertical a partir de la segunda altura y el remate del edificio en una barandilla con una cuidada decoración. El color de la fachada es blanco destacando el color ocre del artesonado.